# Ivan Žigeranović
 (août 2023).
Ivan Žigeranović, né le 14 août 1984 à Negotin, est un joueur serbe de basket-ball.